# Marianne Puglia
Marianne Pasqualina Puglia Martinez (sinh ngày 26 tháng 1 năm 1985) là một diễn viên, người mẫu và nữ hoàng sắc đẹp.

## Sự nghiệp người mẫu và hoa hậu
Năm 20 tuổi, cô chiến thắng cuộc thi Miss Aragua 2005 và đại diện cho tiểu bang này tham dự Hoa hậu Venezuela 2005. Tại đây, cô lọt Top 10.
Sau đó, cô trở thành Hoa hậu Trái Đất Venezuela 2006 và tham dự Hoa hậu Trái Đất 2006 tại Manila, Philippines. Cô đoạt vương miện Hoa hậu Lửa (tức Á hậu 3). Đồng thời, cô còn giành được giải thưởng phụ Trình diễn áo tắm đẹp nhất (Best in Swimsuit). Người chiến thắng của cuộc thi là cô Hil Hernández đến từ Chile.

## Xuất hiện trên ti vi
Năm 2008, cô tham gia chương trình truyền hình của Ý là Lucignolo.
Cô cũng tham gia chương trình truyền hình thực tế La Fattoria 4. Tuy nhiên, cô bị loại ở tập 5. Sau đó, ngày 26 tháng 6, cô tham gia  Sfilata d'amore e moda  (Cuộc diễu hành tình yêu và thời trang), một sự kiện thời trang của kênh 4 nơi các thương hiệu quốc gia Ý được mặc bởi người mẫu và người chứng thực từ thế giới giải trí.
Cô cũng xuất hiện trong MV "Pure Love" và  "Broken Angel" của Arash vào năm 2010.

## Đời tư
Cô sinh ra và lớn lên ở La Victoria, Aragua, Venezuela. Mẹ cô là người Venezuela còn bố cô là người Ý. Sau khi giành vương miện Hoa hậu Lửa, cô chuyển đến Ý để tiếp tục sự nghiệp người mẫu.
Cô từng gây tranh cãi khi cô làm hỏng tập luyện của đội tuyển bóng đá quốc gia Ý và chạy bộ khi đang mặc bikini cùng với Lisa Dalla Via như một phần của buổi ra mắt của chương trình truyền hình của họ,  Lucignolo .
Hiện cô đã kết hôn với bác sĩ phẫu thuật thẩm mỹ và đang sống ở Maroc.